# Гидди, Джош
Джошуа Джеймс "Джош" Гидди (англ. Joshua James "Josh" Giddey; ; род. 10 октября 2002 года в Мельбурне, штат Виктория, Австралия) — австралийский профессиональный баскетболист, выступающий за клуб НБА «Чикаго Буллз». Играет на позиции атакующего защитника. Был выбран на драфте НБА 2021 года в первом раунде под шестым номером командой «Оклахома-Сити Тандер». Гидди является самым молодым игроком, оформившим трипл-дабл в матче НБА (в возрасте 19 лет и 84 дней).

## Ранние годы и карьера
Гидди учился в колледже Святого Кевина в Мельбурне, а затем стал одним из самых перспективных австралийских баскетболистов в Глобальной академии НБА, учебном центре Австралийского института спорта (АИС) в Канберре. Параллельно с очным обучением в АИС он посещал старший колледж озера Джинниндерра Университета Канберры.
На чемпионате Австралии до 18 лет в апреле 2019 года Гидди набирал в среднем 20 очков, 8,3 подбора и шесть передач за игру и помог команде VIC Metro завоевать чемпионский титул. В январе 2020 года Гидди помог команде NBA Global Academy выиграть турнир Torneo Junior Ciutat de L’Hospitalet в Барселоне, где он получил звание самого ценного игрока (MVP). В следующем месяце на Матче знаменитостей НБА в Чикаго он принял участие в лагере «Баскетбол без границ» и был назван звездой лагеря.

## Профессиональная карьера

### Аделаида-36 (2020—2021)
12 марта 2020 года Гидди подписал контракт с командой Национальной баскетбольной лиги (НБЛ) «Аделаида-36» в рамках программы лиги Next Stars по развитию перспективных игроков драфта НБА и стал первым австралийским игроком, ставшим участником этой программы. Гидди отклонил предложения от нескольких программ дивизиона I NCAA, включая Аризону. 26 апреля 2021 года он записал на свой счёт 12 очков, 10 подборов и 10 передач в матче против «Нью-Зиланд Брейкерс» (93:77), став самым молодым австралийцем в истории НБЛ, записавшим на свой счёт трипл-дабл. В следующей игре «тридцать шестых» против «Брисбен Буллетс» (101:79) 1 мая он стал первым в истории австралийцем, оформившим трипл-дабл в нескольких матчах подряд, набрав 15 очков, 13 передач и 11 подборов. Третий трипл-дабл он сделал 9 мая в победном матче против «Сидней Кингз» (97:88 ОТ), набрав 11 очков, 12 передач и 10 подборов. Гидди был исключён из активного игрового состава 17 мая для подготовки к драфту НБА 2021 года и закончил сезон, набирая в среднем 10,9 очка, 7,3 подбора и 7,6 передачи за игру в 28 проведённых матчах. Он был назван новичком года в НБЛ.

### Оклахома-Сити Тандер (2021—2024)
27 апреля 2021 года Гидди заявил о своём участии в драфте НБА 2021 года, где он, по прогнозам, должен был стать участником лотереи. 29 июля он был задрафтован под общим шестым номером командой «Оклахома-Сити Тандер», а 8 августа Гидди подписал контракт с «Тандер». В тот же день он получил травму лодыжки через пять минут после своего дебюта в Летней лиге НБА и в качестве меры предосторожности был исключён до конца соревнований. 20 октября Гидди дебютировал в НБА, набрав четыре очка, 10 подборов и три передачи в проигранном матче против «Юты Джаз» (86:107). 27 октября Гидди сделал свой первый дабл-дабл, набрав 18 очков и сделав 10 передач в выигранном матче против «Лос-Анджелес Лейкерс» (123:115), а также стал третьим самым молодым игроком, сделавшим не менее 10 передач в игре, уступая лишь Леброну Джеймсу, который сделал это дважды. 24 ноября Гидди стал третьим подростком в истории НБА, сделавшим 100 подборов и передач в первых 20 играх, после Ламело Болла и Леброна Джеймса. Гидди был назван новичком месяца в Западной конференции НБА за игры, проведённые в октябре-ноябре. 26 декабря 2021 года Гидди стал вторым игроком в истории НБА после Норма Ван Лира, который оформил дабл-дабл без набранных очков: он сделал десять передач и десять подборов в победном матче «Тандер» против «Нью-Орлеан Пеликанс» (117:112). По итогам декабря 2021 года Гидди второй раз подряд был признан новичком месяца в Западной конференции НБА.
2 января 2022 года Гидди стал самым молодым игроком, оформившим трипл-дабл в матче НБА, набрав 17 очков, 14 передач и 13 подборов в матче против «Даллас Маверикс» (86:95), превзойдя предыдущий рекорд, установленный Ламело Боллом. Гидди был признан новичком месяца в Западной конференции НБА за игры, сыгранные в январе и феврале, получив эту награду четыре раза подряд.
27 марта 2022 года Гидди был исключен из состава команды до конца сезона из-за болей в бедре, и закончил сезон, набирая в среднем 12,5 очка, 7,8 подбора и 6,4 передачи за игру. Кроме того, он стал единственным новичком, набравшим не менее 500 очков, 400 подборов и 300 передач.
10 января 2023 года в игре против «Майами Хит» Гидди присоединился к Луке Дончичу, Бену Симмонсу и Гранту Хиллу как единственным игрокам в истории НБА, набравшим не менее 1000 очков, 700 подборов и 500 передач в первых 100 матчах за карьеру. 15 января Гидди набрал максимальные в сезоне 28 очков, а также сделал девять подборов и передач, приведя «Оклахома-Сити» к победе над «Бруклин Нетс» со счетом 112-102. 12 апреля, во время плей-ин турнира НБА, Гидди набрал 31 очко, сделал 10 передач и девять подборов в победе над «Нью-Орлеан Пеликанс» со счетом 123-118, выведя «Тандер» в плей-офф.
11 января 2024 года Гидди набрал 13 очков, сделал 10 подборов и 12 передач за 22 минуты матча с «Портленд Трэйл Блэйзерс». При этом он стал первым игроком в истории НБА, оформившим трипл-дабл при 100 точности с игры менее чем за 25 минут.

### Чикаго Буллз (2024—настоящее время)
21 июня 2024 года Гидди был обменян на Алекса Карусо в «Чикаго Буллз».
2 декабря 2024 года Гидди оформил трипл-дабл из 20 очков, 13 подборов и 11 передач в победе над «Бруклин Нетс» со счетом 128:102. 28 декабря Гидди оформил трипл-дабл из 23 очков, 15 подборов и 10 передач в победе над «Милуоки Бакс» со счетом 116:111. Он также стал первым игроком в истории «Буллз» после Джимми Батлера, которому удалось оформить несколько трипл-даблов в сезоне. 8 марта Гидди оформил свой третий трипл-дабл в сезоне, набрав 26 очков, 12 передач и 10 подборов в победе над «Майами Хит» со счетом 114:109. 9 апреля Гидди оформил седьмой трипл-дабл в сезоне в победе над «Майами Хит» (119:111). На счету игрока 28 очков, 16 подборов, 11 передач, 2 перехвата и 3 блок-шота.

## Карьера в сборной

### Молодёжная сборная
Гидди был вызван в сборную Австралии для участия на чемпионате Океании ФИБА до 17 лет 2019 года в Новой Каледонии. Он набирал в среднем 16,4 очка, 7,4 подбора и пять передач за игру и был включён в символическую пятёрку турнира после того, как привёл свою команду к золотым медалям. В финальном матче против сборной Новой Зеландии (85:56) он набрал 25 очков, восемь подборов, шесть передач и пять перехватов.

### Основная сборная
23 февраля 2020 года Гидди дебютировал за сборную Австралии в рамках квалификации Кубка Азии ФИБА 2021 года. Он набрал 11 очков, шесть передач и три подбора за 11 минут, что помогло Австралии победить Гонконг со счетом 115:52. Гидди стал самым молодым игроком, принявшим участие в матче за основную сборную со времён Бена Симмонса в 2013 году.
Гидди был одним из последних кандидатов в сборную Австралии для участия в Олимпийских играх 2020 года в Токио и был выбран в качестве одного из трёх запасных игроков.
Гидди представлял Австралию на Чемпионате мира ФИБА 2023 года и в среднем набирал 19,4 очка, делал 5 подборов и 6 передач. По завершении он был признан восходящей звездой турнира.

## Статистика

### Статистика в других лигах
| Сезон                                                                                   | Команда  | Лига  | GP | GS | MPG  | FG%  | 3P%  | FT%  | RPG | APG | SPG | BPG | PPG  |  |
| 2020/21                                                                                 | Аделаида | НБЛ   | 28 | 26 | 32,1 | 42,5 | 29,3 | 69,1 | 7,3 | 7,6 | 1,1 | 0,4 | 10,9 |  |
|                                                                                         |          | Всего | 28 | 26 | 32,1 | 42,5 | 29,3 | 69,1 | 7,3 | 7,6 | 1,1 | 0,4 | 10,9 |  |
| Наведите курсор мыши на аббревиатуры в заголовке таблицы, чтобы прочесть их расшифровку |          |       |    |    |      |      |      |      |     |     |     |     |      |  |

## Личная жизнь
Отец Гидди, Уоррик, профессионально играл в баскетбол и долгое время выступал за австралийскую команду «Мельбурн Тайгерс». Его мать, Ким, играла за команду «Тайгерс» в женской Национальной баскетбольной лиге. Сестра Гидди, Ханна, играет на позиции форварда в команде «Орал Робертс Голден Иглз». Уоррик Гидди также был главным тренером колледжа Святого Кевина в Мельбурне на соревнованиях APS, в которых участвовал Джош. Уоррик Гидди отошёл от тренерской работы, чтобы поддержать Джоша в НБА. 
В ноябре 2023 года Гидди был обвинён в ненадлежащих отношениях с предположительно несовершеннолетней девочкой после того, как анонимный пользователь социальной сети опубликовал их фотографии и видео. 24 ноября НБА начала расследование по этому поводу.  И Гидди, и главный тренер «Оклахома-Сити Тандер» Марк Дайно отказались от комментариев.